# Suveränitetsholme
En suveränitetsholme (finska suvereniteettisaari) är en holme i någon av gränsälvarna mellan Finland och Sverige (Torne, Muonio och Könkämä älvar) som tillhör det ena landet men nyttjas av brukare i det andra landet.
När den nya riksgränsen till följd av finska kriget 1808–1809 drogs i älvens djupfåra splittrades byarna i Tornedalen, och gårdsägarna hade plötsligt sina ägor i två olika riken. För att lösa problemet uppstod systemet med suveränitetsholmar. Det gav de gamla markägarna fortsatt nyttjanderätt mot att de betalade en avgift till det andra riket. Suveränitetsavgiften är numera slopad men nyttjandet kvarstår.
Suveränitetsholmar finns bland annat i Hedenäset (Koivukylä), där Torne älv bildar ett inlandsdelta med många holmar.